# Bernard Lown
Bernard Lown (Utena, República de Lituania, 7 de junio de 1921 - Chestnut Hill, Massachusetts, Estados Unidos, 16 de febrero de 2021) fue un médico estadounidense judío fundador de la Asociación Internacional de Médicos para la Prevención de la Guerra Nuclear que ganó el Premio Nobel de la Paz en 1985 y creador del desfibrilador para la resucitación cardíaca.

## Biografía
Lown nació en Lituania en 1921. En 1934 su familia emigró a los Estados Unidos. Estuvo casado desde 1946 y tuvo tres hijos. Era judío.

## Trayectoria
Se graduó summa cum laude en la Universidad de Maine  y recibió su maestría en la Universidad de Johns Hopkins.
Es profesor emérito de la Universidad de Harvard. En su honor, la universidad tiene un programa que lleva su nombre. Ha sido cinco veces nombradas Maestro Profesor del Colegio Americano de Cardiología y ha sido seleccionado miembro honorario de varias sociedades médicas de Australia, Nueva Zelanda, Bélgica, Brasil, Gran Bretaña, Colombia, Croacia,  Hungría, México, Polonia y Suiza. Ha escrito de 425 artículos en revistas científicas y varios libros. Fundó Médicos por la Responsabilidad Social (Physicians for Social Responsibility), SATELLIFE y ProCOR, pioneras en el uso de las tecnologías de Internet vía satélite para ayudar a las comunicaciones de salud, el  International Physicians for the Prevention of Nuclear War, el Centro Cardiovascular Lown (Lown Cardiovascular Center) y la Fundación de Investigación Cardiovascular Lown (Lown Cardiovascular Research Foundation). Recibió 20 títulos honorarios de distintas importantes universidades.
Falleció el 16 de febrero de 2021, unos meses antes de cumplir 100 años, a causa de una neumonía e insuficiencia cardiaca.

## Obras
- The Lost Art of Healing and Prescription for Survival: A Doctor’s Journey to End Nuclear Madness, San Francisco, CA, Berrett-Koehler Publishers, 2008, ISBN  9781609944346
- The lost art of healing, Boston, Houghton Mifflin, 1996, ISBN 9780395825259

## Distinciones
- Premio Nobel de la Paz 1985 por la Asociación Internacional de Médicos para la Prevención de la Guerra Nuclear.
- Premio Educación para la Paz de la UNESCO
- Premio George F. Kennan.
- Premio Gandhi de la Paz.
- Primer Premio Cardenal Medeiros Paz
- Premio Golden Door
- Distinción del Instituto Internacional de Boston
- Premio Dr. Paul Dudley
- Distinción de la Asociación Americana del Corazón
- Premio Alumnus Medical de la Escuela de Medicina Johns Hopkins.
- Cruz de Comendador de la Orden del Gran Duque Gediminas de Lituania.